# Duckwacht
De Duckwacht is een tekening uit de verhalen van Donald Duck. De tekening beeldt een fictief schilderij uit, dat geschilderd is door de even fictieve schilder Zwembandt van Rijn, volgens het verhaal waarschijnlijk een leerling van Rembrandt van Rijn. De tekening is gebaseerd op Rembrandts beroemde schilderij De Nachtwacht.
De tekening werd in 1981 gemaakt door tekenaar Harry Balm. In het jaar 2006, het jaar waarop de 400e verjaardag van Rembrandt van Rijn werd gevierd, kwam hier in het weekblad Donald Duck een verhaal over, en werden afbeeldingen van de Duckwacht door heel Nederland verspreid, op billboards langs wegen en in treinstations. Verder was de Duckwacht te zien in de Beurs van Berlage en bij tentoonstellingen. Ook was de tekening verkrijgbaar in het Rijksmuseum in Amsterdam, de plek waar de echte Nachtwacht hangt.